# Medinilla septentrionalis
Medinilla septentrionalis là một loài thực vật có hoa trong họ Mua. Loài này được (W.W. Sm.) H.L. Li mô tả khoa học đầu tiên năm 1944.